# Kevin Magnussen
Kevin Jan Magnussen (Rosklide, Danska, 5. listopada 1992.) je danski vozač Formule 1 i sin Jana Magnussena. Godine 2008. osvojio je naslov u Danskoj Formuli Ford, a 2013. naslov u Formuli Renault 3.5. U Formuli 1 se natjecao od 2014. do 2020. te u 2022., a najbolji rezultat je ostvario na prvoj utrci na Velikoj nagradi Australije na Albert Parku kada je u McLarenovom bolidu osvojio drugo mjesto.

## Početak utrkivanja

### Karting
Kevin Magnussen se u kartingu utrkivao od 2005. do 2007. Godine 2006. osvojio je naslove u kategorijama NEZ Championship - ICA Junior i Peugeot Super Kart ICA Junior. Iste godine osvojio je i treće mjesto u prvenstvu Viking Trophy - ICA Junior. Sljedeće 2007. se natjecao u nekoliko kategorija, a najbolji plasman je ostvario u prvenstvu CIK-FIA Viking Trophy - KF3, kada je vozeći za momčad PDB Racing Team, osvojio četvrto mjesto.

### Formula Ford
Godine 2008., Kevin Magnussen je debitirao u jednosjedu. U Danskoj Formuli Ford vozio je za momčad Fukamuni Racing u bolidu Aquila FD1. Sezona je počela na stazi Jyllands-ringen 3. svibnja, a završila na istoj stazi 12. listopada. Magnussen je ostvario ukupno 11 pobjeda (šest puta na stazi Jyllands-ringen, tri puta na stazi Padborg i dva puta na stazi Djursland), 12 pobjedničkih postolja, 6 prvih startnih pozicija i 10 najbržih krugova. S ukupno 267 bodova, osvojio je naslov prvaka.
Iste godine vozio je i u prvenstvu Formula Ford Duratec Benelux, za momčad Fukamuni Racing u bolidu Aquila FD1. Osvojio je ukupno 19 bodova, te završio na 19. mjestu u ukupnom poretku vozača.

### ADAC Formula Masters
Paralelno s prvenstvima Formule Ford, Magnussen je 2008. vozio i ADAC Formulu Masters, no ne cijelu sezonu, već samo šest utrka od 16 koliko je sezona sadržavala. Vozio je za momčad Van Amersfoort Racing u bolidu Dallara Formulino Plus, a momčadski kolega mu je bila Emma Kimiläinen. Na dvije utrke druge runde na Nürburgringu je osvojio dva druga mjesta, dok je na obje utrke treće runde na stazi Assen bio diskvalificiran. Na sljedeće četiri runde nije nastupio, a ponovo se pridružio natjecanju na završnoj osmoj rundi na stazi Hockenheimring, no obje utrke nije završio. S ukupno 30 bodova, osvojio je 12. mjesto u poretku vozača.

### Formula Renault
Magnussen se 2008. i 2009. utrkivao u četiri kategorije Formule Renault, a 2012. i 2013. u Formuli Renault 3.5. Prvu utrku Formule Renault, Magnussen je odvozio 29. studenog 2008. na stazi Estoril, kada se natjecao u Formula Renault 2.0 Portugal Winter Series prvenstvu za momčad Motopark Academy. Utrku nije završio, no sutradan na istoj stazi je osvojio drugo mjesto iza pobjednika Jamesa Calada. Sezonu je završio na 10. mjestu s 12 bodova.

#### Sjevernoeuropska Formula Renault 2.0
U Eurocup Formuli Renault 2.0 je vozio 2009. za momčad Motopark Academy u bolidu Tatuus FR2000. Sezona je sadržavala osam rundi, na kojima su se vozile dvije utrke, a započela je 12. travnja na Zandvoortu. Danac je dobro započeo sezonu, te je u prve dvije runde osvojio tri postolja, no bez pobjede. Treću rundu na stazi Alastaro 13. i 14. lipnja nije vozio, jer je isti datum nastupao na Hungaroringu, trećoj rundi Eurocup Formule Renault 2.0. Prvenstvu se vratio na četvrtoj rundi na Oscherslebenu, gdje ponovo osvaja dva postolja. Na sljedeće dvije runde na Assenu i Mostu osvaja četiri 3. mjesta, a na prvoj utrci sedme runde na Nürburgringu, konačno dolazi do prve i jedine pobjede. Na posljednjoj rundi na Spa-Francorchampsu osvaja dva postolja. S 278 bodova, osvaja titulu viceprvaka Sjevernoeuropske Formule Renault 2.0 2009., iza prvaka i jednog od čak osam momčadskih kolega, Antónia Félixa da Coste.

#### Eurocup Formula Renault 2.0
Paralelno sa Sjevernoeuropskom Formulom Renault 2.0, Danac se 2009. natjecao i u Eurocup Formula Renault 2.0 prvenstvu. Sezona se sastojala od 14 utrka, a započela je 18. travnja na stazi Barcelona-Catalunya, gdje Magnussen obje utrke nije završio. Prve bodove osvojio je na Spa-Francorchampsu, dok je na Hungaroringu ostao bez bodova. U obje utrke na četvrtoj rundi na Silverstoneu osvaja bodove, a na drugoj utrci pete runde na Le Mansu, osvaja prvo i jedino postolje. Nakon što je na obje utrke šeste runde na Nürburgringu bio diskvalificiran, Magnussen je posljednje bodove osvojio na posljednjoj sedmoj rundi na Aragón, te sezonu završio na 7. mjestu konačnog poretka vozača s 50 bodova.
Iste godine Magnussen je nastupio i u danskom Renault Clio Cup prvenstvu na dvije od četrnaest utrka. Na drugoj utrci prve runde 10. svibnja na stazi Jyllands-ringen, osvojio je drugo mjesto iza pobjednika Clausa Christensena. Sezonu je završio na 12. mjestu konačnog poretka vozača s 18 osvojenih bodova.

### Formula 3

#### Njemačka Formula 3
Sljedeće sezone prelazi u njemački Formulu 3, gdje ostvaruje tri pobjede, te je ponovno dobitnik nagrade 'Rookie of the Year'. Iste godine pridružuje se McLarenovom programu za mlade vozače. Godine 2011. prelazi u britansku Formulu 3 gdje je završio drugi u poretku uz sedam pobjeda.

## Formula Renault 3.5
2012.
Njegova F3 momčad, Carlin Motorsport, omogućila mu je 2012. nastup u kategoriji Formula Renault 3.5 Series, gdje ostvaruje jednu pobjedu i tri pobjednička postolja. 
2013.
Iduće sezone u istoj kategoriji osvaja naslov prvaka.

## Formula 1

### McLaren (2014. – 2015.)

#### 2014.
U Formuli 1 debitirao je 2014. za momčad McLaren i u prvoj utrci u Melbourneu na VN Australije osvojio 2. mjesto, što mu je za sada najbolji rezultat. Kevin je tom utrkom postao prvi Danac u Formuli 1 nakon Nicolasa Kiese u Minardiju 2003.

### Renault (2016.)
2016.

## Naslovi
Karting
- Peugeot Super Kart ICA Junior 2006.
- NEZ Championship - ICA Junior 2006.

- Formula Ford Denmark 2008.
- Formula Renault 3.5 Series 2013.

## Rezultati u Formuli 1
| Sezona | Momčad                | Šasija         | Motor                           | Utrke | Pobjede | Podiji | Bodovi | Plasman |
| ------ | --------------------- | -------------- | ------------------------------- | ----- | ------- | ------ | ------ | ------- |
| 2014.  | McLaren Mercedes      | McLaren MP4-29 | Mercedes PU106A Hybrid 1.6 V6 t | 19    | 0       | 1      | 55     | 11.     |
| 2015.  | McLaren Honda         | McLaren MP4-30 | Honda RA615H 1.6 V6 t           | 1 (0) | 0       | 0      | 0      | —       |
| 2016.  | Renault Sport F1 Team | Renault R.S.16 | Renault R.E.16 1.6 V6 t         | 21    | 0       | 0      | 7      | 16.     |
| 2017.  | Haas F1 Team          | Haas VF-17     | Ferrari 062 1.6 V6 t            | 20    | 0       | 0      | 19     | 14.     |
| 2018.  | Haas F1 Team          | Haas VF-18     | Ferrari 062 EVO V6 t h 1.6      | 21    | 0       | 0      | 56     | 9.      |
| 2019.  | Haas F1 Team          | Haas VF-19     | Ferrari 064 V6 t h 1.6          | 21    | 0       | 0      | 20     | 16.     |
| 2020.  | Haas F1 Team          | Haas VF-20     | Ferrari 065 V6 t h 1.6          | 16    | 0       | 0      | 1      | 20.     |

## Vanjske poveznice
- Kevin Magnussen - Official website
- Kevin Magnussen - Driver Database
- Kevin Magnussen - Stats F1